# Hein von Essen

Derde van links staat Von Essen, tussen Raden Mas Soeripto en Raden Mas Noto Soeroto, tijdens een door het NIVJO georganiseerd afscheidssoiree in Den Haag (1926).

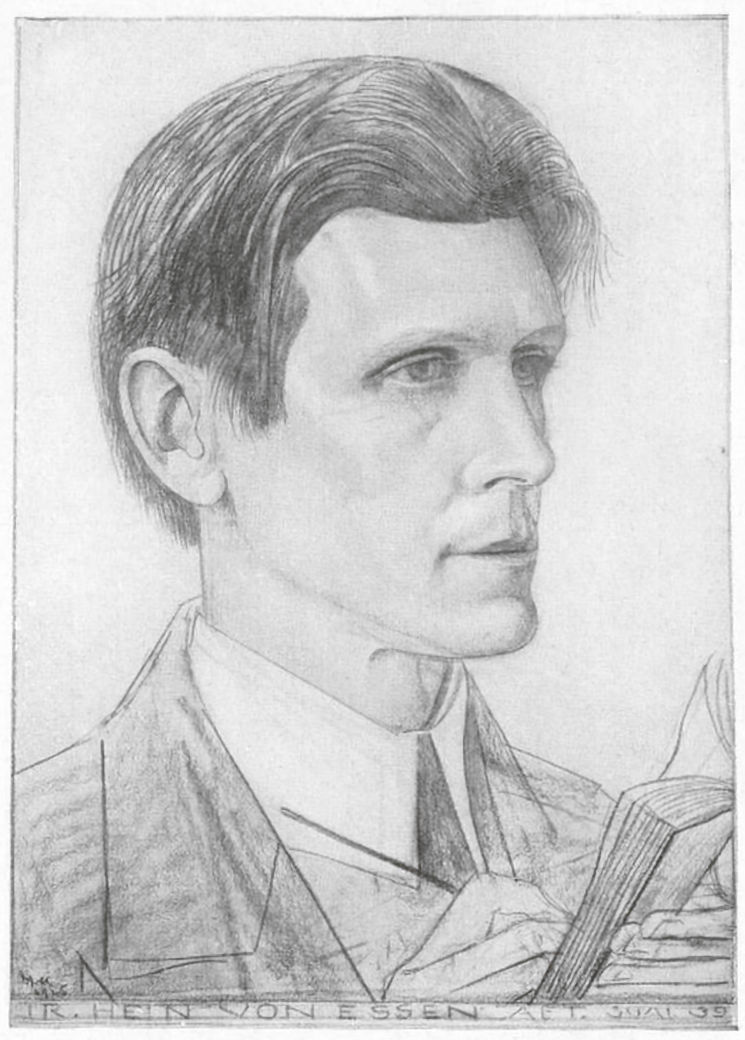
Portret van Von Essen (1925) door Willem van Konijnenburg.

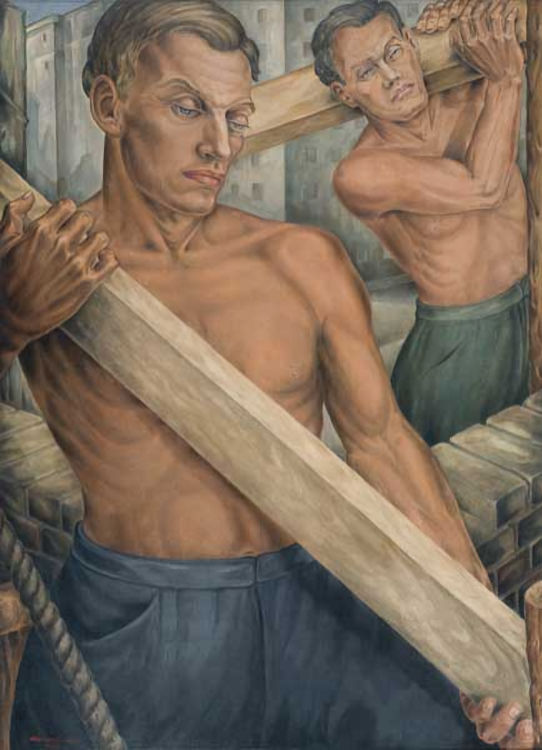
Twee werkende mannen (1930), schilderij van Von Essen.

Hendrik (Hein) von Essen (Surabaya, 11 april 1886 – Den Haag, 7 juli 1947) was een Nederlands architect, dichter en kunstenaar.

## Leven en werk
Hein von Essen werd geboren in Nederlands-Indië uit Nederlandse ouders, als zoon van Ernest Anton Conrad Friedrich von Essen (1851-1917) en Elisabeth Leonarda Mulock Houwer (1859-1943). Zijn vader was als civiel ingenieur werkzaam bij het departement van Burgerlijke Openbare Werken (BOW). Hein volgde in zijn voetspoor, hij werd opgeleid tot civiel ingenieur aan de Polytechnische School te Delft. In 1912-1913 was hij betrokken bij de bouw van het P.W. Janssen Ziekenhuis in Almen. Hij trouwde in 1913 in Den Haag met Maria Elizabeth Cecilia (Elly) van Assen (1892-1973), dochter van Edzerd van Assen, oud-resident van Ambon. Het stel keerde terug naar Nederlands-Indië, waar Von Essen aan de slag ging bij de BOW als ingenieur voor de gouvernementsgebouwen. In 1916 richtte hij met architect Frans Ghijsels en aannemer Frits Stoltz een eigen bedrijf op, het Algemeen Ingenieurs- en Architectenbureau (AIA). Von Essen ontwierp onder meer een complex voor de Centraal Burgerlijke Ziekeninrichting en een nieuw gebouw voor de School tot Opleiding van Inlandsche Artsen in Batavia.
Vanaf 1921 woonde Von Essen in Nederland, maar hij behield de band met Nederlands-Indië; hij richtte samen met Raden Mas Noto Soeroto in 1926 het Nederlandsch-Indonesisch Verbond van Jongeren-Organisaties (NIVJO) op, waarvan hij algemeen secretaris (1926-1928) werd. Het doel van het NIVJO was te komen tot  een beter onderling begrip. waardering en verstandhouding tussen Nederlanders en Indonesiërs. Von Essen was ook vertegenwoordiger beeldende kunsten van de Ned.-Indische Bond van Kunstkringen.

### Kunstenaar
In 1921 kreeg Von Essen malaria, tijdens een koortsaanval maakte hij zijn eerste tekeningen. Hij kon het zich later niet herinneren. Hij verliet Nederlands-Indië en zijn vrouw en verhuisde naar Nederland, waar hij zich verder bekaamde in tekenen en etstechnieken en drukken leerde bij de Haagse etser en drukker Johan D. Scherft. In 1922 gaf hij zijn eerste expositie in De Lakenhal in Leiden, twee jaar later verscheen bij Scherft de eerste publicatie van zijn grafisch werk, met een inleiding van Albert Plasschaert. Kunstcriticus Kasper Niehaus zag in Von Essens werk verwantschap met dat van onder anderen Jan Toorop, Willem van Konijnenburg en Odilon Redon. Naast zijn grafisch werk hield Von Essen zich bezig met het schrijven van gedichten. Zijn eerste bundel Verzen was al tijdens zijn studietijd verschenen, maar Von Essen was achteraf blij dat daar niet zoveel aandacht voor was. Later verschenen onder andere Verzen van het stille uur (1924) en Dierenliedjes (1926) en De zeven zangen van Abraxas (1930). In Dierenliedjes werd een portret opgenomen dat Willem van Konijnenburg van Von Essen maakte.
In 1922 hertrouwde Hein von Essen in Leiden met de danseres Arendina (Dini) Bergsma (1897-1933), die hij in Nederlands-Indië had leren kennen. De dichter Willem Kloos omschreef haar in een gedicht als een Luchtige Vogel. Het echtpaar vestigde zich in Rijswijk. Von Essen componeerde en maakte choreografieën voor zijn vrouw en ontwikkelde zich als maskermaker. Hij maakte maskers waarin de oosterse invloed zichtbaar is. Hij koos voor een uitvoering in papier, omdat dat een licht materiaal is en daarmee aangenamer is voor de drager. Hij stelde ze een aantal malen tentoon en publiceerde erover in bladen als De Delver en Wendingen. In 1926 bracht hij het Maskeralbum uit, met acht koperetsen, ingeleid door Just Havelaar. Dini von Essen trad als danseres op in binnen- en buitenland en had haar eigen dansschool in Den Haag. Het echtpaar Von Essen-Bergsma werkte samen aan het eerste Nederlandse dansmaskerspel Het masker van de Heteare, zij was verantwoordelijk voor de choreografie, hij ontwierp en maakte de 36 maskers voor de dansers. Het stuk werd 1 februari 1933 opgevoerd in de Koninklijke Schouwburg, op muziek van Louis Schnitzler. Dini von Essen overleed een aantal maanden later. Enkele maskers van Von Essen zijn opgenomen in de collectie van het Theater Instituut Nederland. Naast maskers maakte Von Essen een aantal portretbustes, van onder anderen Corinne Franzén-Heslenfeld, jkvr. Bie Gevers en Albert Plasschaert. Hij tekende en graveerde ook illustraties, boekbanden en ex librissen, vanaf 1933 schilderde hij vooral. Von Essen werd door tijdgenoten omschreven als een zeer uitzonderlijk figuur, een visionair kunstenaar en een bedachtzame fantast.
Von Essen verzorgde onder meer inleidingen bij de opening van tentoonstellingen van Jan van Heel in My Home (1935) en Jan Franken Pzn. bij Bennewitz (1938). Rond 1936 richtte hij met Hubert Bekman, Rein Draijer, Jan Franken Pzn., Jan van Heel en Marinus Schipper de kunstenaarsgroepering De Groep op. Hij werd in 1937 voorzitter van de afdeling Beeldende Kunst van de Haagse Kunstkring en enkele jaren later algemeen secretaris. Hij nam deel aan diverse tentoonstellingen. In 1939 hertrouwde Von Essen met Alida Jacoba (Willy) Horst (1914-1982).

### Oorlogsjaren
Kort na de Duitse aanval op Nederland in 1940 namen Hein von Essen, Ben van Eysselsteijn, dirigent Otto Glastra van Loon en beeldhouwer Johan Polet contact op met Gerrit van Poelje, secretaris-generaal van het Ministerie van Onderwijs, Kunsten en Wetenschappen, om te komen tot een Nederlandse kunstenaarsorganisatie. Na een aantal gesprekken gaf Van Poelje aan Jean François van Royen de opdracht deze buiten het ministerie om op te richten. Van Royen werd voorzitter van Nederlandsche Organisatie van Kunstenaars (NOK), Von Essen werd vicevoorzitter en Van Eysselsteijn secretaris. Ruim 6000 kunstenaars en ongeveer 50 vakorganisaties sloten zich aan bij de NOK. Von Essen werkte het programma voor de NOK uit in zijn brochure Eenheid der Nederlandsche kunstenaars : een eisch tot behoud der Nederlandsche cultuur (1940), hij pleitte daarin onder meer voor erkenning van het zelfstandig kunstenaarschap en versterking van verbondenheid met de kunst bij zowel volk als kunstenaar. Kunstenaars zouden via de NOK een eigen taak en verantwoordelijkheid moeten krijgen binnen het staatsbestel, mogelijk bij de vorming van een cultuurkamer zoals men die in Duitsland kende. 
Volgens Loe de Jong heeft Von Essen voor het oprichten van de NOK contact gehad met de Duitsers, hij noemde in zijn brochure de medewerking van de Duitse autoriteiten voor de uitvoering van de ideeën onontbeerlijk. Meerdere kunstenaars, onder wie Van Royen, namen afstand van Von Essens visie, maar het tweetal bleef samen optrekken voor erkenning van de NOK als een Nederlandse cultuurkamer. In april/mei 1941 werden de leden van de NOK gepeild over het opzetten van een Nederlandse cultuurkamer, daaruit bleek dat zeventig procent van de kunstenaars tegen was. Dat was tegen het zere been van de nieuwe secretaris-generaal van het Departement van Volksvoorlichting en Kunsten, Tobie Goedewaagen, die zelf plannen op dit gebied had. De NOK, in zijn ogen te veel een democratische vakvereniging, werd verboden en in november 1941 volgde de oprichting van de Nederlandsche Kultuurkamer. Van Royen en Von Essen werden actief in het kunstenaarsverzet, tot zij in februari 1942 werden gearresteerd. Van Royen overleed een aantal maanden later in Kamp Amersfoort. Von Essen werd ondergebracht in de Scheveningse gevangenis, maar mocht deze verlaten toen hij tbc kreeg. In 1942 werd hij als algemeen secretaris van de Haage Kunstkring opgevolgd door zijn zus, de pianiste Bertha von Essen.
Ir. Hein von Essen was in de laatste jaren van zijn leven veel ziek. In 1947 publiceerde hij Samenspraken met Yokita, waarvan hij het eerste exemplaar op zijn ziekbed ontving. Hij overleed kort daarop, op 61-jarige leeftijd, en werd begraven op Oud Eik en Duinen.

## Enkele werken

### Bouwwerken
- 1919: Centrale Burgerlijke Ziekeninrichting, Salemba, Batavia
- 1920: gebouw Stovia, Salemba, Batavia
- 1920: Geneeskundig Laboratorium
- hoofdkantoor van de Koninklijke Paketvaart Maatschappij aan het Koningsplein in Weltevreden

### Illustraties
- 1930: bandomslag van De schijnwerper van Tiemen J.C. Gerritsen.
- 1931: omslag voor het toneelstuk Duivel op aarde van Ben van Eysselsteijn. De uitgave werd door Van Eysselsteijn opgedragen aan Hein en Dini von Essen.
- 1934: illustraties voor Zeven fantomen van Ben van Eysselsteijn.

### Publicaties
- 1906: Verzen.
- 1924: Verzen van het stille uur. Amsterdam: Scheltens en Giltay.
- 1926: Dierenliedjes. Amsterdam: Adi-Poestaka. Met portret van Von Essen door Willem van Konijnenburg.
- 1926: Maskeralbum, met acht etsen, ingeleid door Just Havelaar.
- 1930: De zeven zangen van Abraxas. Amsterdam: Adi-Poestaka.[24]
- 1940: Eenheid der Nederlandsche kunstenaars : een eisch tot behoud der Nederlandsche cultuur.
- 1947: Samenspraken met Yokita. Den Haag: A.A.M. Stols.

## Afbeeldingen

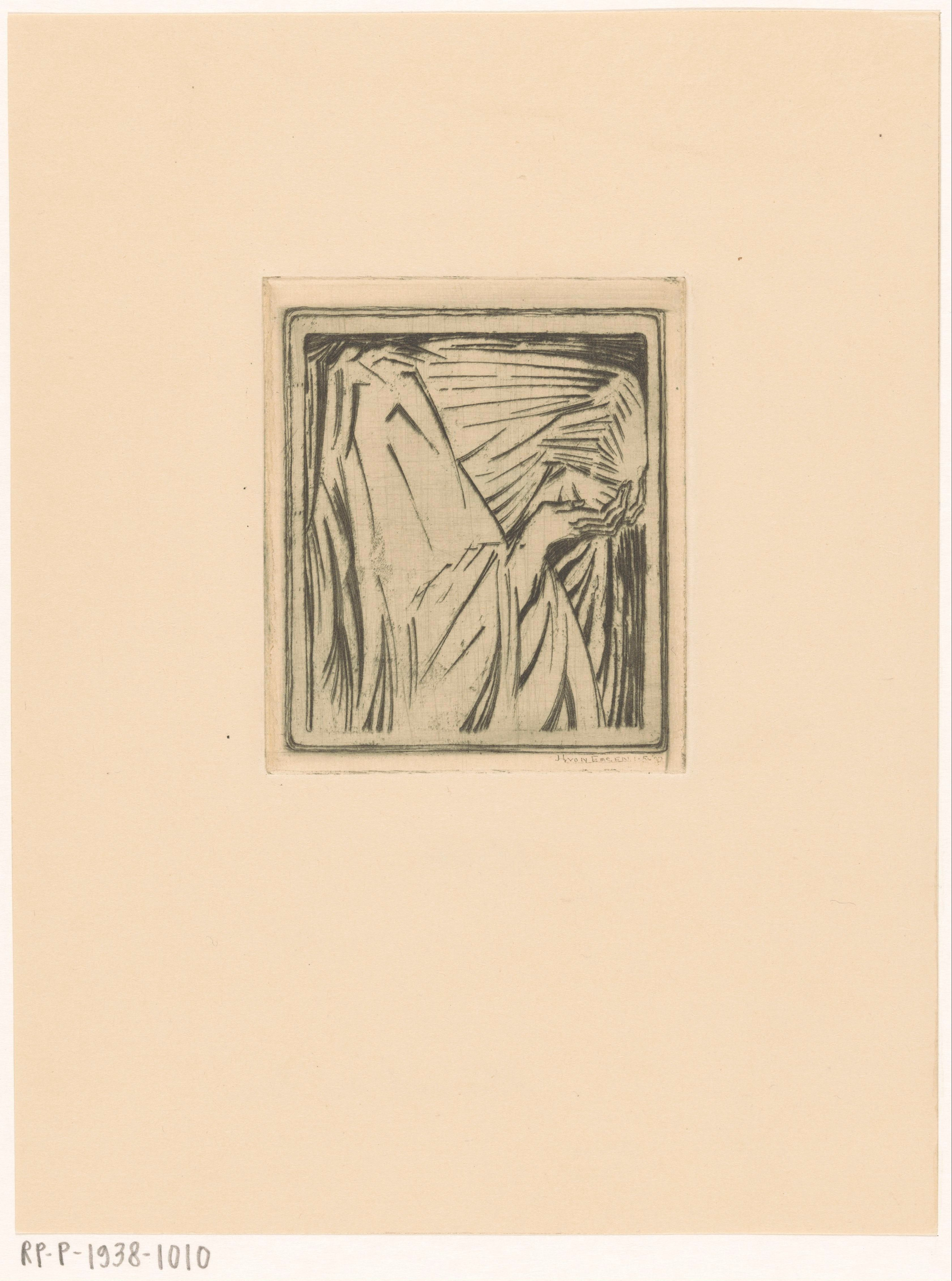
Huilende vrouw (1920), collectie Rijksmuseum Amsterdam
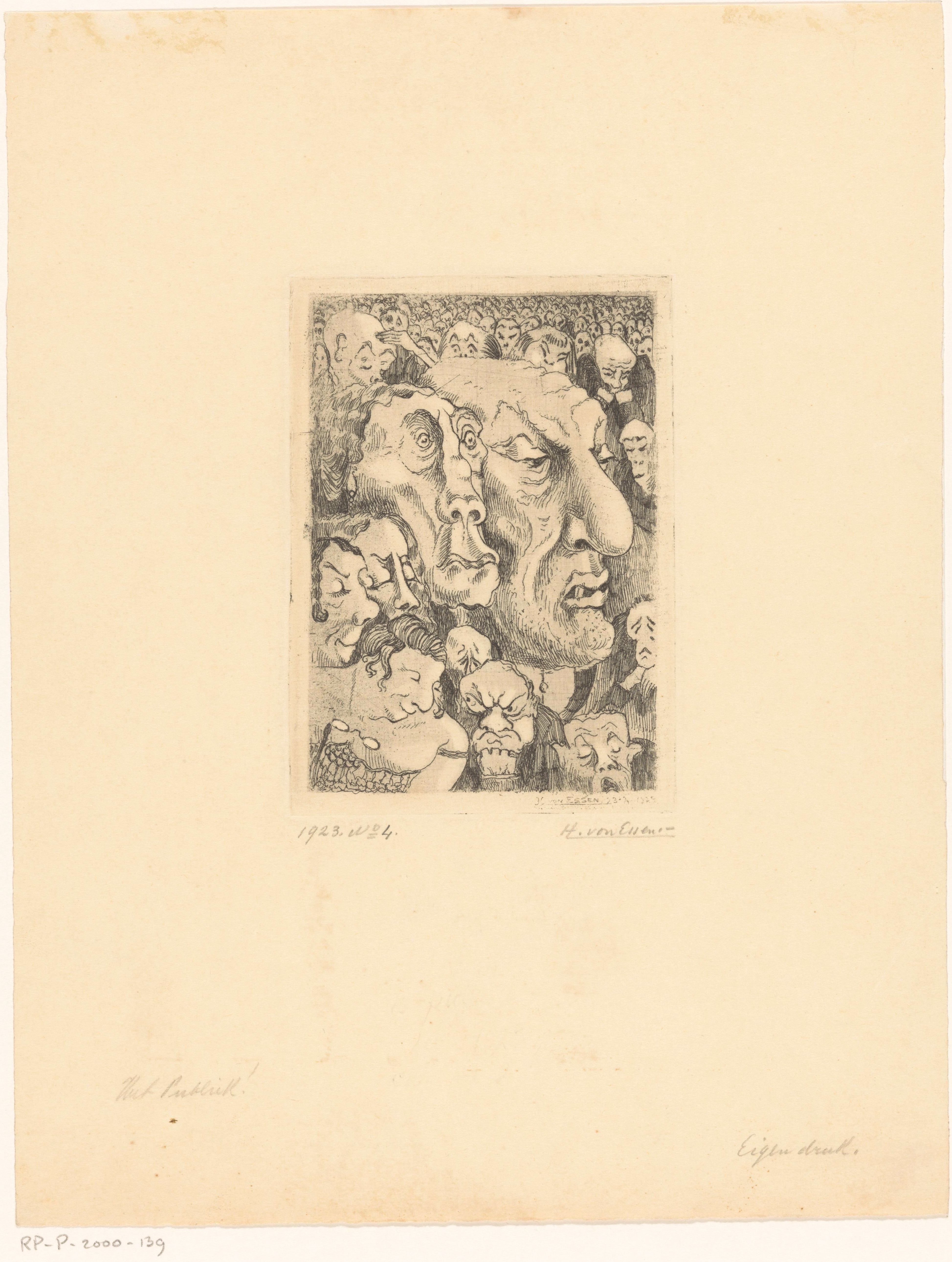
Het publiek (1923), eigen druk, collectie Rijksmuseum Amsterdam
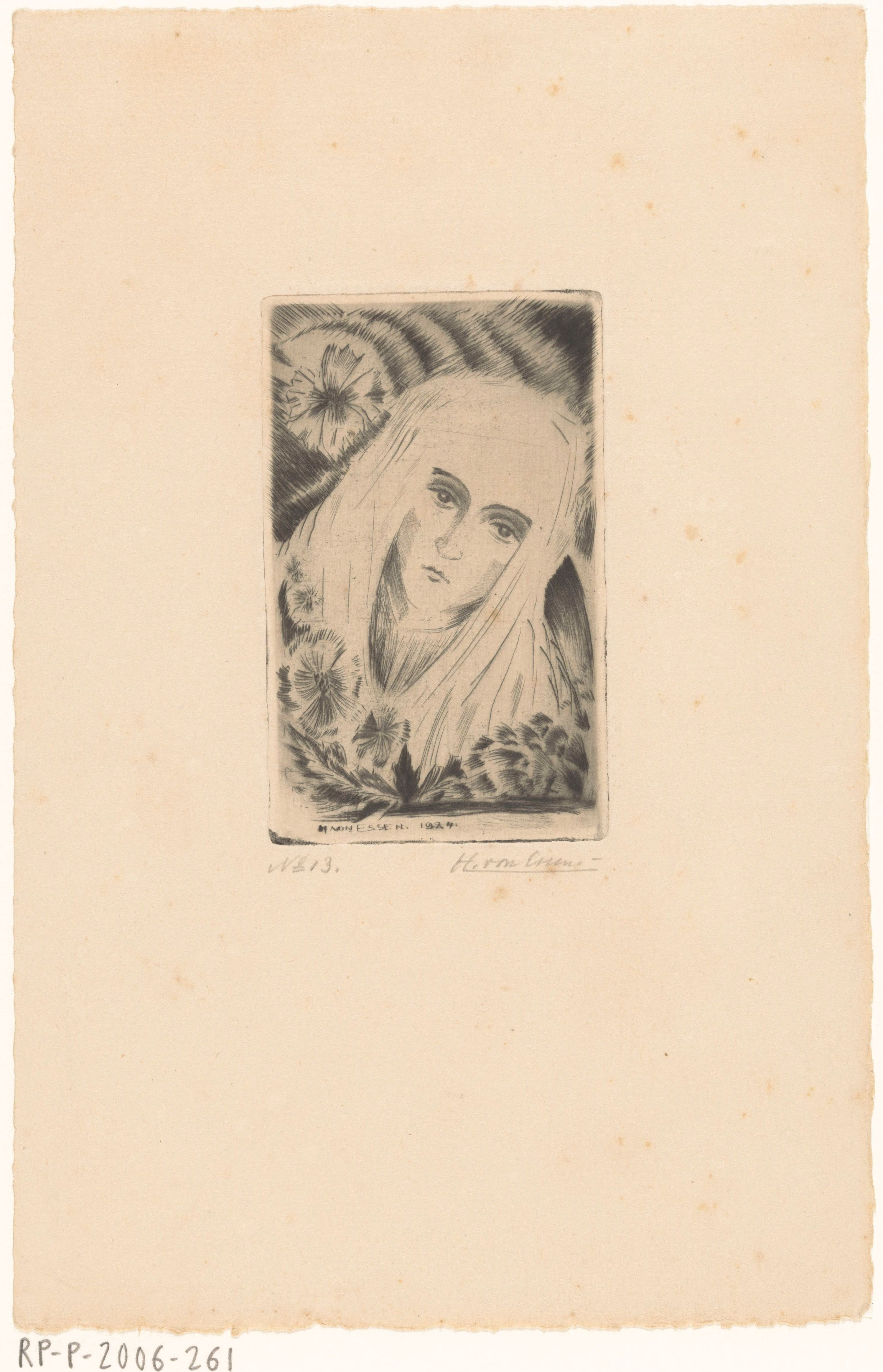
Vrouw met hoofddoek te midden van bloemen (1924), collectie Rijksmuseum Amsterdam
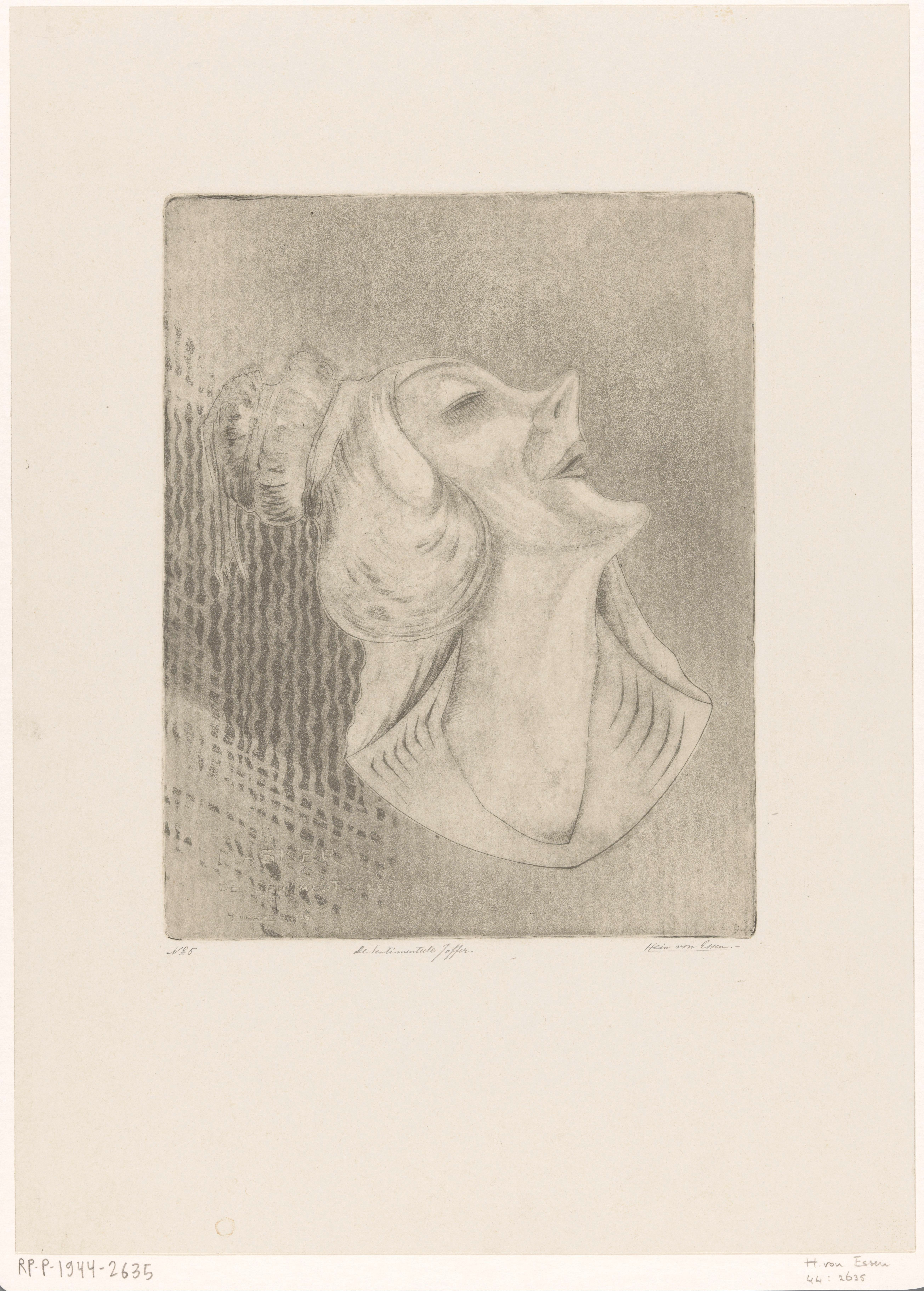
De sentimenteele joffer (1926), een van de prenten uit het Maskeralbum, collectie Rijksmuseum Amsterdam